# Fabio D'Elia
Fabio D'Elia (Grabs, 19 januari 1983) is een Liechtensteinse voetbalspeler. D'Elia heeft alle jeugdteams van het Liechtensteins voetbalelftal doorlopen. Anno 2006 komt hij uit voor USV Eschen/Mauren. Voor zijn overgang naar Vaduz speelde D'Elia voor FC Chur 97, FC Schaan en FC Vaduz. Hij speelt in de spits.